# Anel Energético
Anel Energético é um supervilão da DC Comics, contraparte dos Lanternas Verdes Hal Jordan, Kyle Rayner e John Stewart. Ele morava originalmente na Terra 3 que foi destruída durante a Crise nas Infinitas Terras. O Anel Energético junto com os outros membros do Sindicato do Crime foram recriados no Universo de Antimatéria.

## JLA: Earth 2
Eventualmente, o Sindicato do Crime foi re-imaginado como sendo do Universo de Antimatéria. Este Anel Energético, ficou fraco e covardemente, tinha sido enganado ao aceitar o anel de seu antigo dono. O time perde a luta contra a Liga da Justiça.

### Regras do Sindicato
Na Terra do Universo Antimatéria, o primeiro Anel Enegético não foi muito conhecido excluindo seu nome, Harrolds (ao de correspondente ao Hal Jordan). Nesta Terra, anel do poder foi dado por uma entidade chamado Volthoom. Um segundo Anel Energético (ao de correspondente Kyle Rayner), um homem loiro cujo nome não era determinado, o anel foi dado por Harrolds e se uniu ao Sindicato, porém o Universo de Antimatéria foi reconstruido depois que foi apagado da existência por Krona, tinham sido mudados certos elementos da história do Universo de Antimatéria, e agora o segundo Anel Energético era um homem negro cujo nome também não foi revelado (correspondente ao John Stewart). Ele confirmou aquele Harrolds o enganou em responsabilidade pretensiosa do anel que foi amaldiçoado como Volthoom também estava dentro do anel.

### Poderes e Habilidades
São as mesmas do Lanterna Verde, assim como suas fraquezas.